# Hypanthidioides soniae
Hypanthidioides soniae är en biart som först beskrevs av Urban 1992.  Hypanthidioides soniae ingår i släktet Hypanthidioides och familjen buksamlarbin. Inga underarter finns listade i Catalogue of Life.